# Abu-l-Fàraj ibn al-Jawzí
Abu-l-Fàraj Jamal-ad-Din Abd-ar-Rahman ibn Abi-l-Hàssan Alí ibn Muhàmmad al-Quraxí at-Taymí al-Bakrí (àrab: أبو الفرج جمال الدين عبد الرحمن بن أبي الحسن علي بن محمد القرشي التيمي البكري المعروف بـ ابن الجوزي, Abū l-Faraj Jamāl ad-Dīn ʿAbd ar-Raḥmān b. Abī l-Ḥasan ʿAlī b. Muḥammad al-Quraxī at-Taymī al-Bakrī), més conegut com Ibn al-Jawzí (àrab: ابن الجوزي, Ibn al-Jawzī) o com Abu-l-Fàraj ibn al-Jawzí  (Bagdad, 1116-1200), fou un jurista i historiador hanbalita, el més cèlebre de Bagdad. Va tenir gran activitat literària i religiosa i va arribar a dirigir cinc madrasses. Va caure en desgràcia quan fou destituït el visir Ibn Yunus i va pujar al poder el xiïta Ibn al-Qàssab, el 1194. La seva obra Muntazam és una font destacada per la història del califat del 871 al 1179. Les seves biografies laudatòries (manakib) són també excepcionals. Va ser pare de l'historiador Sibt ibn al-Jawzí.